# Eugeen Van Mieghem Museum
Het Eugeen Van Mieghem Museum is een museum in de stad Antwerpen. Het museum bevat een verzameling grafische beeldende kunst. De collectie omvat een 200-tal werken van Eugeen Van Mieghem, die chronologisch getoond worden, met nadruk op het culturele leven in Antwerpen en Vlaanderen rond 1900.
Het museum is sinds 2010 gevestigd in het vroegere Redershuis in neo-Italiaanse Renaissancestijl, gelegen aan de Antwerpse Scheldekaai (Ernest van Dijckkaai nr 9), langs het Museum De Reede, vlak tegenover Het Steen. Het gebouw werd aangekocht en gerestaureerd door de Koninklijke Belgische Redersvereniging die in mecenaat twee verdiepingen van haar gebouw toevertrouwde aan de Stichting Eugeen Van Mieghem. De werken van de kunstenaar worden getoond op het gelijkvloers en de tweede verdieping, waar zich ook de Red Star Line-schatkamer bevindt.